# Хейнеман, Эмиль
Эмиль Хейнеман (швед. Emil Heineman; род. 16 ноября 2001, Лександ, Даларна) — шведский профессиональный хоккеист, нападающий клуба национальной хоккейной лиги «Монреаль Канадиенс» (с 2023 года). Игрок сборной Швеции по хоккею с шайбой.

## Клубная карьера
Хейнеман дебютировал в Шведской хоккейной лиге в сезоне 2018/19 годов в составе «Лександа». В 2020 году был выбран командой «Флорида Пантерз» Национальной хоккейной лиги (НХЛ) во втором раунде драфта НХЛ под общим 43-м номером.
12 апреля 2021 года «Флорида Пантерз» обменяли его права в НХЛ с «Калгари Флеймз» вместе с выбором во втором раунде драфта в 2022 году в обмен на форварда Сэма Беннета и выбор в шестом раунде драфта в 2022 году. В следующем сезоне 2021/22 годов права на Хайнемана в НХЛ были включены в торговый пакет «Калгари Флеймз» и выбраны на драфте «Монреаль Канадиенс» в обмен на форварда Тайлера Тоффоли. 4 апреля 2022 года «Монреаль Канадиенс» подписали с Эмилем трёхлетний контракт начального уровня, вступающий в силу в сезоне 2022/2023годов. Нападающий также согласился на профессиональную пробу в составе фарм-клуба в АХЛ «Лаваль Рокет».
21 декабря дебютировал в НХЛ в матче против «Миннесоты Уайлд», его команда уступила со счетом 4:3.
В сезоне 2024/2025 годов стал игроком основного состава «Монреаль Канадиенс». Своё первое очко в НХЛ набрал 12 октября 2024 года, забив вратарю Линусу Улльмарку в матче против «Оттава Сенаторз». 13 января 2025 года Эмиль попал в дорожно-транспортное происшествие с участием пешеходов, из-за чего выбыл на срок от трёх до четырёх недель, получив травму верхней части тела.

## Карьера в сборной
Хейнеман принимал участие в чемпионате мира среди молодёжи в 2021 году. В составе Швеции занял итоговое пятое место, сыграл 5 игр, забил 1 шайбу.
В 2025 году Эмиль Хейнеман был включен в состав первой сборной для участия в домашнем чемпионате мира, который проходил в двух странах.